# Bob Bryar
Robert Cory Bryar (ur. 31 grudnia 1979 w Chicago, zm. między 24 listopada 2024 w Tennessee) – amerykański perkusista zespołu My Chemical Romance. W 2009 roku w plebiscycie magazynu branżowego DRUM! został wyróżniony tytułem „najlepszego perkusisty popowego”.

## Kariera
Bob był drugim perkusistą członkiem zespołu, lecz tak jak Frank Iero nie towarzyszył mu od samego początku: „Jestem rozczarowany, że nie byłem w My Chemical Romance od początku, kocham to. To jest moje życie.” Bob był również jedynym w zespole, który nie pochodzi z New Jersey. Zastąpił Matta Pelissiera w 2004 roku, kiedy to na rynek trafił już drugi album My Chemical Romance – Three Cheers for Sweet Revenge. Ponieważ trafił do zespołu po wydaniu drugiego albumu, wystąpił w ich teledysku jeszcze przed staniem się oficjalnym członkiem zespołu. Frank Iero powiedział: „Bob i Ray Toro są dwoma najtwardszymi, pracującymi ludźmi jakich kiedykolwiek spotkałem, a jeśli jest tam Bóg, to dziękuję mu codziennie za sprowadzenie do nas Boba.” 3 marca 2010 roku, na oficjalnej stronie zespołu gitarzysta Frank Iero ogłosił, iż Bob odchodzi z zespołu.

## Śmierć
26 listopada 2024 Bob Bryar został znaleziony martwy w swoim domu, w stanie Tennessee, zmarł 2 dni wcześniej. Ciało znajdowało się wówczas w stanie zaawansowanego rozkładu. 4 listopada był widziany żywy po raz ostatni.